# Brachycephaloidea
Die Brachycephaloidea, auch Terrarana genannt, bilden eine Überfamilie für eine artenreiche Gruppe der Frösche (Anura), bei denen die Eier an Land abgelegt werden. Aus diesen schlüpfen fertige Jungfrösche, ohne ein Larvenstadium im Wasser zu durchleben.

## Merkmale
Charakteristisches Kennzeichen der Gruppe ist ihre direkte Entwicklung, also das Fehlen des aquatilen Kaulquappenstadiums. Stattdessen vollzieht sich die Larvalentwicklung innerhalb der an feuchten Plätzen an Land abgelegten Eier und es schlüpfen fertige Jungfrösche aus. Somit ist es ihnen möglich, auch feuchte Lebensräume ohne offene Gewässer zu besiedeln. Ihre Haut ist auf der Bauchseite stärker durchblutet als bei anderen Froschlurchen.

## Verbreitung
Die fast 1260 zu der Gruppe gezählten Arten – das sind 33 Prozent aller Neuwelt-Frösche und 16 Prozent der weltweit bekannten Froscharten – leben ausschließlich im subtropischen und tropischen Nord-, Mittel- und Südamerika, oft weit entfernt von Gewässern auf Baumwipfeln oder in größeren Höhenlagen. Auf den Westindischen Inseln stellen sie sogar 84 Prozent der gesamten Amphibiendiversität. Das Verbreitungsgebiet reicht von den südlichen USA bis ins nördliche Argentinien, die von ihnen besiedelten Biotope von karibischen Küstenwäldern bis zu den Páramos in den Anden in Höhen bis zu 4500 m.

## Systematik
Zur Überfamilie Brachycephaloidea wurden ursprünglich die drei Familien Craugastoridae, Brachycephalidae und Eleutherodactylidae zusammengefasst Damit war die Überfamilie ident mit der Gruppe der Terrarana, deren Merkmal die direkte Entwicklung im Ei ist. 2018 wurden die Craugastoridae in die Familien Ceuthomantidae, Strabomantidae und Craugastoridae (im engeren Sinn) aufgeteilt.
Die Verwandtschaftsverhältnisse der Familien und Artengruppen innerhalb der Terrarana miteinander sind jedoch nicht endgültig geklärt. Auch molekulargenetische Methoden können nur bedingt zur Aufklärung der Stammesgeschichte dieser Frösche beitragen. 
Die Familie Hemiphractidae, die früher als Unterfamilie den Laubfröschen (Hylidae) zugerechnet wurde, wird in die Nähe dieser Gruppe gestellt. Zusammen mit dieser Familie bilden die Terrarana die Gruppe der Orthobatrachia.
Die wahrscheinlichen Verwandtschaftsbeziehungen der Familien der Brachycephaloidea verdeutlicht folgendes Kladogramm:
|  | \| \| Brachycephalidae \| \| \| \| \| \| Caligophrynidae \| \| \| \| |
|  |                                                                      |
|  | Eleutherodactylidae                                                  |
|  |                                                                      |
|  | Brachycephalidae                                                     |
|  |                                                                      |
|  | Caligophrynidae                                                      |
|  |                                                                      |

|  | Brachycephalidae |
|  |                  |
|  | Caligophrynidae  |
|  |                  |

|  | Craugastoridae |
|  |                |
|  | Strabomantidae |
|  |                |

|  | \| \| Brachycephalidae \| \| \| \| \| \| Caligophrynidae \| \| \| \| |
|  |                                                                      |
|  | Eleutherodactylidae                                                  |
|  |                                                                      |
|  | Brachycephalidae                                                     |
|  |                                                                      |
|  | Caligophrynidae                                                      |
|  |                                                                      |

|  | Brachycephalidae |
|  |                  |
|  | Caligophrynidae  |
|  |                  |

|  | Craugastoridae |
|  |                |
|  | Strabomantidae |
|  |                |

|  | \| \| Brachycephalidae \| \| \| \| \| \| Caligophrynidae \| \| \| \| |
|  |                                                                      |
|  | Eleutherodactylidae                                                  |
|  |                                                                      |
|  | Brachycephalidae                                                     |
|  |                                                                      |
|  | Caligophrynidae                                                      |
|  |                                                                      |

|  | Brachycephalidae |
|  |                  |
|  | Caligophrynidae  |
|  |                  |

|  | Craugastoridae |
|  |                |
|  | Strabomantidae |
|  |                |

|  | \| \| Brachycephalidae \| \| \| \| \| \| Caligophrynidae \| \| \| \| |
|  |                                                                      |
|  | Eleutherodactylidae                                                  |
|  |                                                                      |
|  | Brachycephalidae                                                     |
|  |                                                                      |
|  | Caligophrynidae                                                      |
|  |                                                                      |

|  | Brachycephalidae |
|  |                  |
|  | Caligophrynidae  |
|  |                  |

|  | Craugastoridae |
|  |                |
|  | Strabomantidae |
|  |                |

|  | \| \| Brachycephalidae \| \| \| \| \| \| Caligophrynidae \| \| \| \| |
|  |                                                                      |
|  | Eleutherodactylidae                                                  |
|  |                                                                      |
|  | Brachycephalidae                                                     |
|  |                                                                      |
|  | Caligophrynidae                                                      |
|  |                                                                      |

|  | Brachycephalidae |
|  |                  |
|  | Caligophrynidae  |
|  |                  |

|  | Craugastoridae |
|  |                |
|  | Strabomantidae |
|  |                |

|  | \| \| Brachycephalidae \| \| \| \| \| \| Caligophrynidae \| \| \| \| |
|  |                                                                      |
|  | Eleutherodactylidae                                                  |
|  |                                                                      |
|  | Brachycephalidae                                                     |
|  |                                                                      |
|  | Caligophrynidae                                                      |
|  |                                                                      |

|  | Brachycephalidae |
|  |                  |
|  | Caligophrynidae  |
|  |                  |

|  | Craugastoridae |
|  |                |
|  | Strabomantidae |
|  |                |

|  | \| \| Brachycephalidae \| \| \| \| \| \| Caligophrynidae \| \| \| \| |
|  |                                                                      |
|  | Eleutherodactylidae                                                  |
|  |                                                                      |
|  | Brachycephalidae                                                     |
|  |                                                                      |
|  | Caligophrynidae                                                      |
|  |                                                                      |

|  | Brachycephalidae |
|  |                  |
|  | Caligophrynidae  |
|  |                  |

|  | Craugastoridae |
|  |                |
|  | Strabomantidae |
|  |                |

|  | \| \| Brachycephalidae \| \| \| \| \| \| Caligophrynidae \| \| \| \| |
|  |                                                                      |
|  | Eleutherodactylidae                                                  |
|  |                                                                      |
|  | Brachycephalidae                                                     |
|  |                                                                      |
|  | Caligophrynidae                                                      |
|  |                                                                      |

|  | Brachycephalidae |
|  |                  |
|  | Caligophrynidae  |
|  |                  |

|  | Craugastoridae |
|  |                |
|  | Strabomantidae |
|  |                |

### Incertae sedis
Zu den Brachycephaloidea werden auch folgende Gattungen gezählt, die aber bisher noch keiner Familie eindeutig zugeordnet werden konnten. Diese Stellung innerhalb der Überfamilie wird von den Wissenschaftlern als incertae sedis (unsichere Stellung) bezeichnet.

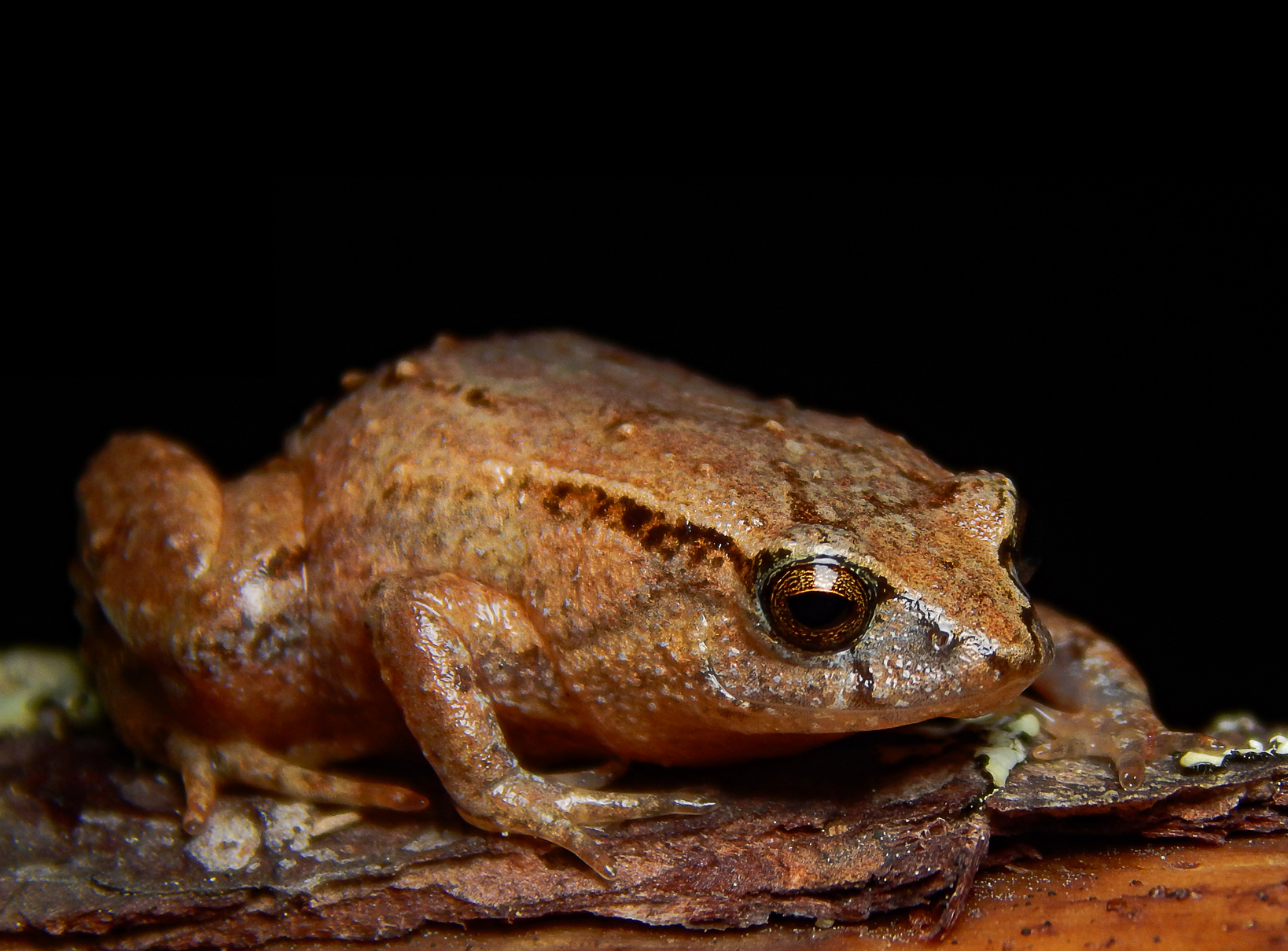
Geobatrachus walkeri

- Gattung Atopophrynus Lynch & Ruiz-Carranza, 1982
  - einzige Art Atopophrynus syntomopus Lynch & Ruiz-Carranza, 1982
- Gattung Dischidodactylus Lynch, 1979
  - Dischidodactylus colonnelloi Ayarzagüena, 1985
  - Dischidodactylus duidensis (Rivero, 1968)
- Gattung Geobatrachus Ruthven, 1915
  - einzige Art Geobatrachus walkeri Ruthven, 1915